# Seznam nejvyšších vrcholů v okrese Děčín
Tento seznam nejvyšších vrcholů v okrese Děčín obsahuje jména a lokalizace všech vrcholů v okrese Děčín přesahujících nadmořskou výšku 600 m. Základní údaje pocházejí z Mapy.cz. Výškové údaje, chybějící údaje a odchylky jsou převzaty z map Českého úřadu zeměměřického a katastrálního.
Použité zkratky;
- b.v. – bezejmenný vrchol
- geomorfologické celky
  - LH – Lužické hory
  - ČS – České středohoří
  - DV – Děčínská vrchovina
  - ŠP – Šluknovská pahorkatina

| Poř. č.                 | Název                             | Nadmořská výška | Geomorfologické zařazení                                | Souřadnice                                                         | Přístup                                              | Poznámka                  |
| ----------------------- | --------------------------------- | --------------- | ------------------------------------------------------- | ------------------------------------------------------------------ | ---------------------------------------------------- | ------------------------- |
| Vrcholy nad 700 m n. m. |                                   |                 |                                                         |                                                                    |                                                      |                           |
| 1.                      | Pěnkavčí vrch                     | 792 m           | LH// Jedlovský hřbet/ Lužský hřbet                      | 50°50′54″ s. š., 14°36′40″ v. d.                                   | 0,2 km od                                            | na hranici okresu         |
| 2.                      | Jedlová                           | 776 m           | LH// Jedlovský hřbet/ Tolštejnský hřbet                 | 50°51′25″ s. š., 14°33′39″ v. d.                                   | červená turistická značka                            | rozhledna                 |
| 3.                      | Studenec                          | 737 m           | LH// Klíčská hornatina/ Studenecká hornatina            | 50°49′56″ s. š., 14°27′16″ v. d.                                   | červená turistická značka                            | rozhledna                 |
| 4.                      | Děčínský Sněžník                  | 724 m           | DV// Sněžnická hornatina/ Děčínskosněžnická hornatina   | 50°47′29″ s. š., 14°06′14″ v. d.                                   | červená turistická značka · zelená turistická značka | rozhledna                 |
| 5.                      | Malý Buk                          | 713 m           | LH// Klíčská hornatina/ Bukovská vrchovina              | 50°48′10″ s. š., 14°33′12″ v. d.                                   | neznačená cesta                                      |                           |
| 6.                      | Weberberg (Vyhlídka)              | 711 m           | LH// Jedlovský Hřbet/ Lužský hřbet                      | 50°51′52″ s. š., 14°37′06″ v. d.                                   | 0,1 km od z Německa                                  |                           |
| Vrcholy nad 600 m n. m. |                                   |                 |                                                         |                                                                    |                                                      |                           |
| 7.                      | Javor                             | 693 m           | LH// Klíčská hornatina/ Studenecká hornatina            | 50°49′32″ s. š., 14°30′03″ v. d.                                   | neznačená cesta                                      |                           |
| 8.                      | Velká Tisová                      | 693 m           | LH// Klíčská hornatina/ Studenecká hornatina            | 50°50′19″ s. š., 14°32′51″ v. d.                                   | neznačená cesta                                      |                           |
| 9.                      | Malý Javorník                     | 690 m           | LH// Klíčská hornatina/ Studenecká hornatina            | 50°49′42″ s. š., 14°28′14″ v. d.                                   | ?                                                    |                           |
| 10.                     | Pětikostelní kámen                | 690 m           | LH// Jedlovský Hřbet/ Lužský hřbet                      | 50°50′32″ s. š., 14°36′12″ v. d.                                   | modrá turistická značka                              |                           |
| 11.                     | Buková hora                       | 686 m           | ČS// Verneřická vrchovina/ Mukařovská hornatina         | 50°40′18″ s. š., 14°13′38″ v. d.                                   | červená turistická značka                            | vysílač                   |
| 12.                     | Kočičí vrch                       | 681 m           | ČS// Verneřická vrchovina/ Mukařovská hornatina         | 50°40′59″ s. š., 14°15′06″ v. d.                                   | ?                                                    |                           |
| 13.                     | Granát                            | 678 m           | LH// Jedlovský Hřbet/ Lužský hřbet                      | 50°50′48″ s. š., 14°36′16″ v. d.                                   | neznačená cesta                                      |                           |
| 14.                     | Jelení skála                      | 676 m           | LH// Jedlovský hřbet/ Tolštejnský hřbet                 | 50°50′23″ s. š., 14°34′48″ v. d.                                   | zelená turistická značka                             |                           |
| 15.                     | Tolštejn                          | 670 m           | LH// Jedlovský hřbet/ Tolštejnský hřbet                 | 50°51′25″ s. š., 14°34′55″ v. d.                                   | červená turistická značka                            | zřícenina hradu           |
| 16.                     | b.v. (Velké Stínky)               | 669 m           | Verneřická vrchovina/ Mukařovská hornatina              | 50°40′10″ s. š., 14°13′52″ v. d.                                   | ?                                                    | JV předvrchol Bukové hory |
| 17.                     | Matrelík                          | 669 m           | ČS// Verneřická vrchovina/ Mukařovská hornatina         | 50°39′43″ s. š., 14°15′00″ v. d.                                   | neznačená cesta                                      |                           |
| 18.                     | Sokol                             | 668 m           | LH// Klíčská hornatina/ Studenecká hornatina            | 50°49′29″ s. š., 14°31′59″ v. d.                                   | ?                                                    |                           |
| 19.                     | Stožec                            | 665 m           | LH// Jedlovský hřbet/ Tolštejnský hřbet                 | 50°50′17″ s. š., 14°35′12″ v. d.                                   | zelená turistická značka                             | na hranici okresu         |
| 20.                     | b.v. (východně od Jelení skály)   | 662 m           | LH// Jedlovský hřbet/ Tolštejnský hřbet                 | 50°50′21″ s. š., 14°35′01″ v. d.                                   | zelená turistická značka                             |                           |
| 21.                     | b.v. (SZ od Matrelíku)            | 661 m           | ČS// Verneřická vrchovina/ Mukařovská hornatina         | 50°39′57″ s. š., 14°14′15″ v. d.                                   | neznačená cesta                                      |                           |
| 22.                     | Zpěvný vrch                       | 659 m           | ČS// Verneřická vrchovina/ Mukařovská hornatina         | 50°40′46″ s. š., 14°14′19″ v. d.                                   | ?                                                    |                           |
| 23.                     | Malý Stožec                       | 659 m           | LH// Jedlovský hřbet/ Tolštejnský hřbet                 | 50°51′01″ s. š., 14°32′21″ v. d.                                   | žlutá turistická značka                              |                           |
| 24.                     | Jelení kámen                      | 658 m           | LH// Jedlovský hřbet/ Tolštejnský hřbet                 | 50°50′20″ s. š., 14°35′12″ v. d.                                   | ?                                                    |                           |
| 25.                     | Střední vrch (býv. Srní hora)     | 657 m           | LH// Klíčská hornatina/ Studenecká hornatina            | 50°50′02″ s. š., 14°33′35″ v. d.                                   | ?                                                    |                           |
| 26.                     | Zlatý vrch                        | 657 m           | LH// Klíčská hornatina/ Studenecká hornatina            | 50°49′18″ s. š., 14°27′54″ v. d.                                   | červená turistická značka · naučná turistická značka |                           |
| 27.                     | Ptačí stěny (severní vrchol)      | 656 m           | ČS// Verneřická vrchovina/ Mukařovská hornatina         | 50°40′41″ s. š., 14°14′01″ v. d.                                   | neznačená cesta                                      |                           |
| 28.                     | Hřebec                            | 654 m           | LH// Klíčská hornatina/ Studenecká hornatina            | 50°50′07″ s. š., 14°30′24″ v. d.                                   | ?                                                    |                           |
| 29.                     | Popelová hora                     | 652 m           | LH// Klíčská hornatina/ Bukovská vrchovina              | 50°48′52″ s. š., 14°33′35″ v. d.                                   | ?                                                    |                           |
| 30.                     | b.v. (jižně od Matrelíku)         | 652 m           | ČS// Verneřická vrchovina/ Mukařovská hornatina         | 50°39′26″ s. š., 14°15′14″ v. d.                                   | neznačená cesta                                      |                           |
| 31.                     | b.v. (západně od Kočičího vrchu)  | 652 m           | ČS// Verneřická vrchovina/ Mukařovská hornatina         | 50°40′57″ s. š., 14°14′36″ v. d.                                   | ?                                                    |                           |
| 32.                     | Rohál (Kozí hřbet)                | 652 m           | LH// Jedlovský Hřbet/ Lužský hřbet                      | 50°51′58″ s. š., 14°36′31″ v. d.                                   | neznačená cesta                                      |                           |
| 33.                     | b.v. (východně od Zpěvného vrchu) | 647 m           | ČS// Verneřická vrchovina/ Mukařovská hornatina         | 50°40′40″ s. š., 14°14′34″ v. d.                                   | ?                                                    |                           |
| 34.                     | Medvědí hůrka                     | 644 m           | ČS// Benešovské středohoří/ Kamenickošenovská vrchovina | 50°47′49″ s. š., 14°32′05″ v. d.                                   | ?                                                    |                           |
| 35.                     | b.v. (Javorník?)                  | 643 m           | LH// Klíčská hornatina/ Studenecká hornatina            | 50°49′24″ s. š., 14°30′07″ v. d.                                   | neznačená cesta                                      | jižní předvrchol Javoru   |
| 36.                     | Černý vrch                        | 638 m           | LH// Klíčská hornatina/ Studenecká hornatina            | 50°50′03″ s. š., 14°28′15″ v. d.                                   | ?                                                    |                           |
| 37.                     | Ptačí stěny (jižní vrchol)        | 637 m           | ČS// Verneřická vrchovina/ Mukařovská hornatina         | 50°40′29″ s. š., 14°13′56″ v. d.                                   | ?                                                    |                           |
| 38.                     | b.v. (Velký Šébr)                 | 636 m           | LH// Jedlovský Hřbet/ Lužský hřbet                      | 50°50′30″ s. š., 14°32′05″ v. d.                                   | ?                                                    |                           |
| 39.                     | b.v. SV od Kočičího vrchu         | 628 m           | ČS// Verneřická vrchovina/ Mukařovská hornatina         | 50°41′20″ s. š., 14°15′51″ v. d.                                   | ?                                                    | v Rychnově                |
| 40.                     | Na koruně (severní vrchol)        | 628 m 627 m     | ČS// Verneřická vrchovina/ Mukařovská hornatina         | 50°41′58″ s. š., 14°16′52″ v. d. /50°42′06″ s. š., 14°16′57″ v. d. | neznačená cesta                                      |                           |
| 41.                     | Stráž                             | 626 m           | ČS// Verneřická vrchovina/ Mukařovská hornatina         | 50°40′53″ s. š., 14°15′49″ v. d.                                   | ?                                                    |                           |
| 41.                     | b.v. (Na Horňáku)                 | 625 m           | ČS// Verneřická vrchovina/ Mukařovská hornatina         | 50°39′26″ s. š., 14°15′14″ v. d.                                   | neznačená cesta                                      | na hranici okresu         |
| 42.                     | Kamzičí vrch (býv. Chřibský vrch) | 623 m           | LH// Klíčská hornatina/ Studenecká hornatina            | 50°50′33″ s. š., 14°29′33″ v. d.                                   | zelená turistická značka                             |                           |
| 43.                     | Nad Stěnami                       | 623 m           | DV// Sněžnická hornatina/ Tiská vrchovina               | 50°46′43″ s. š., 14°03′51″ v. d.                                   | neznačená cesta                                      |                           |
| 44.                     | Slukovský kopec                   | 622 m           | ČS// Verneřická vrchovina/ Mukařovská hornatina         | 50°40′41″ s. š., 14°16′18″ v. d.                                   | ?                                                    |                           |
| 45.                     | b.v. (Vrtílkův les)               | 622 m           | ČS// Verneřická vrchovina/ Mukařovská hornatina         | 50°41′33″ s. š., 14°16′19″ v. d.                                   | Neznačená cesta                                      | hřeben Na Koruně          |
| 46.                     | b.v. (U Zmrzlého)                 | 621 m           | LH// Klíčská hornatina/ Studenecká hornatina            | 50°49′43″ s. š., 14°30′16″ v. d.                                   | ?                                                    |                           |
| 47.                     | Růžovský vrch                     | 620 m           | DV// Růžovská vrchovina / Arnoltická vrchovina          | 50°49′58″ s. š., 14°19′50″ v. d.                                   | žlutá turistická značka                              |                           |
| 48.                     | b.v. východně od Stříbrného v.    | (620 m)         | ČS// Benešovské středohoří/ Kamenickošenovská vrchovina | 50°48′00″ s. š., 14°31′50″ v. d.                                   | 0,1 km od                                            | předvrchol Medvědí hůrky  |
| 49.                     | b.v. východně od Stráže           | 620 m           | ČS// Verneřická vrchovina/ Mukařovská hornatina         | 50°40′51″ s. š., 14°16′15″ v. d.                                   | ?                                                    |                           |
| 50.                     | b.v. (Bärenberg)                  | 619 m           | ČS// Verneřická vrchovina/ Mukařovská hornatina         | 50°41′20″ s. š., 14°15′51″ v. d.                                   | ?                                                    | v Rychnově                |
| 51.                     | Javorský vrch                     | 617 m           | ČS// Ústecké středohoří / Javorská vrchovina            | 50°43′54″ s. š., 14°06′53″ v. d.                                   | žlutá turistická značka                              |                           |
| 52.                     | b.v. (Srní pahorek)               | 616 m           | LH// Klíčská hornatina/ Studenecká hornatina            | 50°50′00″ s. š., 14°32′39″ v. d.                                   | ?                                                    | spočinek Velké Tisové     |
| 53.                     | Široký kopec                      | 613 m           | LH// Klíčská hornatina/ Studenecká hornatina            | 50°49′55″ s. š., 14°29′03″ v. d.                                   | ?                                                    |                           |
| 54.                     | Stříbrný vrch                     | 609 m           | ČS// Benešovské středohoří/ Kamenickošenovská vrchovina | 50°47′59″ s. š., 14°31′34″ v. d.                                   | 0,1 km od                                            |                           |
| 55.                     | Hrazený (oba vrcholy)             | 608 m           | ŠP// Šenovská pahorkatina / Hrazenská pahorkatina       | 50°58′32″ s. š., 14°25′35″ v. d. /50°58′27″ s. š., 14°25′45″ v. d. | červená turistická značka                            |                           |
| 56.                     | b.v. (Loučný?)                    | 606 m           | ČS// Verneřická vrchovina / Valkeřická vrchovina        | 50°40′23″ s. š., 14°20′11″ v. d.                                   | ?                                                    | „Steinhübel“              |